# University of California, Los Angeles

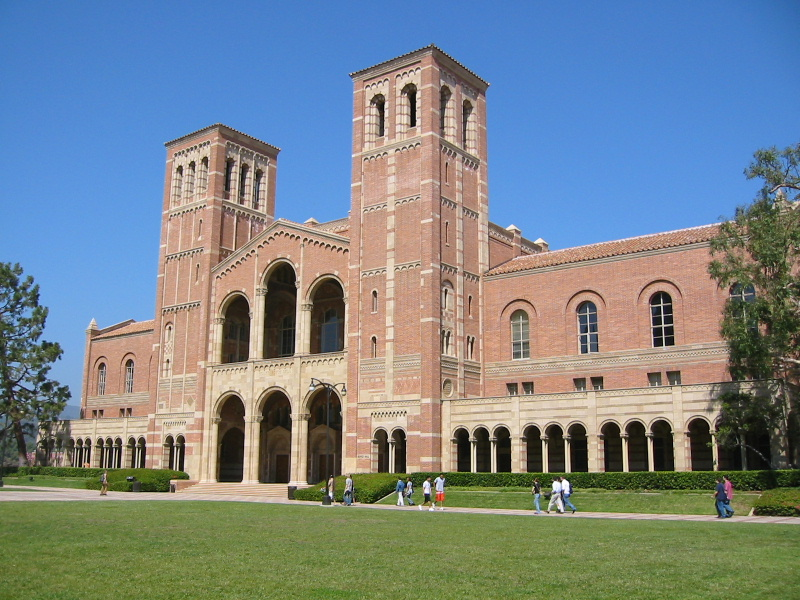
Die Royce Hall – Hauptgebäude der UCLA – nach Vorbild der Kathedrale von Sant’Ambrogio in Mailand, Italien

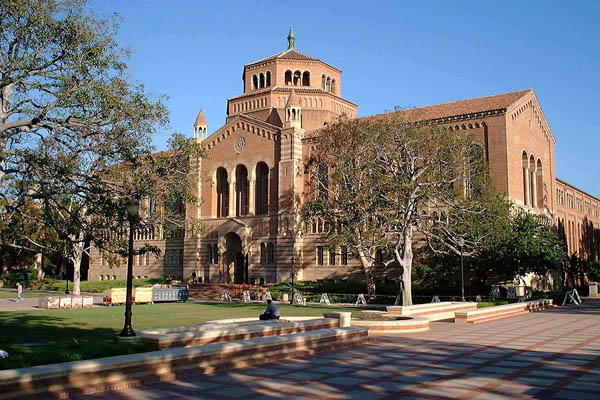
UCLA Powell Library

Die University of California, Los Angeles (UCLA; deutsch Universität von Kalifornien, Los Angeles) wurde 1919 gegründet und ist der drittälteste Campus der University of California. Die UCLA ist eine der renommiertesten Universitäten der Welt und befindet sich im Stadtteil Westwood von Los Angeles.
Sie nahm 1969 am Arpanet teil, dem Vorläufer des heutigen Internet. Damit gehört sie zusammen mit drei anderen Forschungseinrichtungen zu den ersten vier Teilnehmern, die mit Internet-Technologie miteinander verbunden wurden. Zurzeit lehren fünf Nobelpreisträger an der UCLA. Sie wurde im Times Higher Education Ranking zur achtbesten und vom Academic Ranking of World Universities zur zwölftbesten Universität der Welt gewählt. Zum Herbst 2024 bewarben sich rund 172.000 Studenten. Damit ist die UCLA, wie in den Jahren davor, die beliebteste Universität mit den meisten Bewerbern landesweit.
Das UCLA Film & Television Archive zählt zu den wichtigsten Filmarchiven der Welt.

## Studienangebot
- UCLA College of Letters and Science
  - Geisteswissenschaften
  - Lebenswissenschaften
  - Physical Sciences
  - Sozialwissenschaften
  - Undergraduate Education
  - International Institute
- Gesundheitswissenschaften
  - Medizin (David Geffen School of Medicine)
  - Neuropsychiatric Institute
  - Öffentliche Gesundheit
  - Pflege
  - Zahnmedizin
- Professional Schools
  - Ingenieurwissenschaften und angewandte Wissenschaften (Henry Samueli School of Engineering and Applied Science)
  - Kunst und Architektur
  - Öffentliche Angelegenheiten
  - Pädagogik und Informationswissenschaften
  - Rechtswissenschaften
  - Theater, Film und Fernsehen
  - Wirtschaftswissenschaften (Anderson School of Management)

## Rankings
UCLA gilt als eine der angesehensten Hochschulen der Welt.
- UCLA belegt im Times Higher Education Ranking 2013 der 200 besten Universitäten weltweit den 8. Platz noch vor den Ivy-League-Universitäten Yale University, der Columbia University in New York, der University of Pennsylvania (Upenn) und Cornell University.[8]
- UCLA landete auf Platz 12 des jährlichen Newsweek Rankings der 100 besten Universitäten weltweit.
- 2013 erreicht UCLA den 12. Platz weltweit im berühmten Top 500 World Universities-Ranking des Institute of Higher Education at Shanghai Jiao Tong University[9]
- Sie wurde vom U.S. News and World Report 2008 als drittbeste öffentliche Universität der USA eingestuft.
- In der Newsweek-Ausgabe vom 21.–28. August 2006 wurde die UCLA als eine der „New Ivies“ aufgelistet.
- Der Washington Monthly platziert UCLA auf Platz 2 in den USA basierend auf Kriterien wie Forschung, community service und social mobility.
- das SCImago Institutions Ranking (SIR) platziert UCLA auf Platz 9 der 100 weltweit besten Recherche-Institutionen (sowohl akademischer als auch nicht-akademischer Natur). Im akademischen Bereich wird UCLA nur von Harvard, Tokyo-Universität und der University of Toronto übertroffen.

Die UCLA School of Law gehört zu den renommiertesten juristischen Fakultäten in den Vereinigten Staaten. Im aktuellen US-News-Ranking befindet sie sich auf Rang 15. Die Anderson School of Management – eine der bekanntesten Business Schools in den USA – gehört ebenfalls zur UCLA. Sie befindet sich unter den Top 20 der Rankings (Stand 2005).
Im weltweiten Ranking nach Studienfächern lag die UCLA 2014 in der Sprachwissenschaft an 2., in Medizin an 5., in Psychologie an 6. und in Mathematik an 8. Stelle.

## Zahlen zu den Studierenden und den Angestellten
Im Herbst 2020 waren 44.589 Studierende an der UCLA eingeschrieben. Davon strebten 31.636 (71 %) ihren ersten Studienabschluss an, sie waren also undergraduates. Von diesen waren 59 % weiblich und 41 % männlich; 29 % bezeichneten sich als asiatisch, 3 % als schwarz/afroamerikanisch, 22 % als Hispanic/Latino und 26 % als weiß. 12.953 (29 %) arbeiteten auf einen weiteren Abschluss hin, sie waren graduates. Es lehrten 5.267 Dozenten an der Universität, davon 4.153 in Vollzeit und 1.114 in Teilzeit.
Von den insgesamt 44.947 eingeschriebenen Studenten im Jahr 2016 waren 23.959 (53 %) Frauen. An den zwölf Fakultäten arbeiten mehr als 22.000 Angestellte. 2011 wurden nur rund 25,5 % der Bewerber zugelassen.
2016 setzten sich die Studierenden nach der Ethnizität bzw. Herkunft zusammen aus 13.080 (29 %) „Weißen“, 13.068 (29 %) asiatischen US-Amerikanern (davon 2.924 chinesisch, 622 südkoreanisch, 111 japanisch; 531 südasiatisch – Indien, Pakistan), 7.761 (17 %) „Hispanics“, 2.164 (5 %) Afroamerikanern, 255 (1 %) amerikanischen Ureinwohnern und 6.829 (15 %) internationalen Studenten; 1.790 (4 %) hatten keine Angabe gemacht oder unbekannt angegeben.

## Persönlichkeiten

### Professoren

#### Nobelpreisträger
- Paul Delos Boyer (1918–2018) – Nobelpreis Chemie, 1997
- Donald J. Cram (1919–2001) – Nobelpreis Chemie, 1987
- Louis J. Ignarro (* 1941) – Nobelpreis Medizin/Physiologie 1998
- Willard Frank Libby (1908–1980) – Nobelpreis Chemie 1960
- Elinor Ostrom (1933–2012) – Nobelpreis Wirtschaftswissenschaften 2009
- Bertrand Russell (1872–1970) – Nobelpreis Literatur 1950
- Julian Seymour Schwinger (1918–1994) – Nobelpreis Physik 1965
- Lloyd S. Shapley (1923–2016) – Nobelpreis Wirtschaftswissenschaften 2012

#### Politik
- Warren Christopher (1925–2011) – ehemaliger Justizminister unter US-Präsident Lyndon B. Johnson, Vizeaußenminister unter US-Präsident Jimmy Carter und Außenminister unter US-Präsident Bill Clinton.
- Michael Dukakis (* 1933) – Demokratischer Präsidentschaftskandidat, ehemaliger Gouverneur von Massachusetts
- Al Gore (* 1948) – Demokratischer Präsidentschaftskandidat, ehemaliger Vizepräsident der Vereinigten Staaten

#### Geistes-, Sozialwissenschaften und Künste
- Rogers Brubaker (* 1956) – Soziologe
- Kenny Burrell (* 1931) – Jazzgitarrist
- Rudolf Carnap (1891–1970) – Sprachphilosoph
- Alonzo Church (1903–1995) – Sprachphilosoph und Informatiker
- Jared Diamond (* 1937) – Geograph
- Carlo Ginzburg (* 1939) – Historiker
- Jan-Christopher Horak (* 1951) – Filmhistoriker, Archivar
- Peter Ladefoged (1925–2006) – Linguist
- Steven Loza (* 1952) – Musikethnologe
- Julián Marías Aguilera (1914–2005) – Philosoph
- Bertrand Russell (1872–1970) – Philosoph
- Hans Wagener (1940–2013) – Germanist
- Karl With (1891–1980) – Kunsthistoriker

#### Naturwissenschaft und Technologie
- George Ogden Abell (1927–1983) – Astronom
- Patricia Bath (1942–2019) – Augenärztin und Erfinderin der Laser-Katarakt-Chirurgie
- Alonzo Church (1903–1995) – Informatiker
- Sheldon Kay Friedlander (1927–2007) – Ingenieur
- Christian Fronsdal (* 1931) – Physiker
- Tatsuo Itoh (1940–2021) – Hochfrequenzingenieur
- Alan Kay (* 1940) – Informatiker
- Judea Pearl (* 1936) – Informatiker
- David Saltzberg (* 1967) – Astrophysiker
- Fraser Stoddart (1942–2024) – Chemiker
- Terence Tao (* 1975) – Mathematiker

### Absolventen

#### Nobelpreisträger
- Ralph Bunche (1904–1971) – Friedensnobelpreis 1950
- Robert Bruce Merrifield (1921–2006) – Nobelpreis Chemie 1984
- Elinor Ostrom (1933–2012) – Nobelpreis Wirtschaftswissenschaften 2009
- Glenn T. Seaborg (1912–1999) – Nobelpreis Chemie 1951
- William F. Sharpe (* 1934) – Nobelpreis Wirtschaftswissenschaften 1990

#### Kunst, Film und Literatur
- Rochelle Ashana – Schauspielerin
- Sean Astin (* 1971) – Schauspieler
- James Robert Baker (1946–1997) – Schriftsteller
- Warren Barker (1923–2006) – Komponist
- Elizabeth Berkley (* 1972) – Schauspielerin
- Jan Berry (1941–2004) – Sänger
- Mayim Bialik (* 1975) – Schauspielerin
- Jack Black (* 1969) – Schauspieler
- Shane Black (* 1961) – Drehbuchautor
- Lloyd Bridges (1913–1998) – Schauspieler
- Judy Chicago (* 1939) – Künstler
- James Coburn (1928–2002) – Schauspieler
- Francis Ford Coppola (* 1939) – Regisseur und Produzent
- Julie Corman (* 1942) – Filmproduzentin
- Roger Davis (* 1939) – Schauspieler
- James Dean (1931–1955) – Schauspieler
- Brad Delson (* 1977) – Gitarrist von Linkin Park
- Ryan Dusick – Musiker
- Dave Farrell (* 1977) – Bassgitarrenspieler Linkin Park
- James Franco (* 1978) – Schauspieler
- Dominik García-Lorido (* 1983) – Schauspielerin
- Greg Graffin (* 1964) – Sänger von Bad Religion
- Mariska Hargitay (* 1964) – Schauspielerin
- Mark Harmon (* 1951) – Schauspieler
- James Horner (1953–2015) – Filmkomponist
- Anthony Kiedis (* 1962) – Sänger von Red Hot Chili Peppers
- David Koepp (* 1963) – Drehbuchautor
- Heather Locklear (* 1961) – Schauspielerin
- Masiela Lusha (* 1985) – Schauspielerin[13]
- Jayne Mansfield (1933–1967) – Schauspielerin
- Ray Manzarek (1939–2013) – Keyboardspieler von The Doors
- Danica McKellar (* 1975) – Schauspielerin
- Jim Morrison (1943–1971) – Sänger von The Doors
- M. David Mullen (* 1962) – Kameramann
- Randy Newman (* 1943) – Musiker
- Alexander Payne (* 1961) – Regisseur
- Autumn Reeser (* 1980) – Schauspielerin
- Rob Reiner (* 1947) – Regisseur
- Tim Robbins (* 1958) – Schauspieler
- Eric Roth (* 1945) – Drehbuchautor
- Paul Schrader (* 1946) – Drehbuchautor und Regisseur
- Harry Shearer (* 1943) – Schauspieler und Komödiant
- Armin Shimerman (* 1949) – Schauspieler
- Brad Silberling (* 1963) – Regisseur und Drehbuchautor
- David Silverman (* 1957) – Filmproduzent
- Tom Skerritt (* 1933) – Schauspieler
- Darren Star (* 1961) – Filmproduzent
- Ben Stiller (* 1965) – Schauspieler und Komödiant
- George Takei (* 1937) – Schauspieler
- Heather Thomas (* 1957) – Schauspielerin
- Harry Turtledove (* 1949) – Schriftsteller
- Gabrielle Union (* 1972) – Schauspielerin
- Gore Verbinski (* 1964) – Regisseur
- Sean Whalen (* 1964) – Schauspieler
- Jaleel White (* 1976) – Schauspieler
- John Williams (* 1932) – Filmkomponist
- Lynne Willingham (* 1951) – Filmeditorin

#### Politik
- John Ehrlichman (1925–1999) – Berater von US-Präsident Richard Nixon
- Harry Robbins Haldeman (1926–1993) – Chief of Staff von US-Präsident Richard Nixon
- Roberto Madrazo (* 1952) – Präsidentschaftskandidat
- Dennis Ross (* 1948) – US-Diplomat
- Ted Stevens (1923–2010) – Senator von Alaska
- Antonio Villaraigosa (* 1953) – Bürgermeister von Los Angeles

#### Recht und Wirtschaft
- Johnnie Cochran (1937–2005) – Anwalt
- Michael Newdow (* 1953) – Jurist

#### Sport
- Kareem Abdul-Jabbar (* 1947) – Basketballspieler
- Troy Aikman (* 1966) – American-Football-Spieler
- Arthur Ashe (1943–1993) – Tennisspieler
- Evelyn Ashford (* 1957) – Leichtathletin, Olympiasiegerin
- Don Barksdale (1923–1993) – Basketballspieler, Olympiasieger
- Toby Bailey (* 1975) – Basketballspieler
- Carlos Bocanegra (* 1979) – Fußballspieler
- Marcus Cassel (1983–2006) – Footballspieler
- Jimmy Connors (* 1952) – Tennisspieler
- Denny Crum (1937–2023) – Basketballtrainer
- Gail Devers (* 1966) – Leichtathletin, Olympiasiegerin
- Kenny Easley (* 1959) – American-Football-Spieler
- Tom Fears (1922–2000) – American-Football-Spieler und -Trainer
- Benny Feilhaber (* 1985) – Fußballspieler
- Brad Friedel (* 1971) – Fußballspieler
- Florence Griffith-Joyner (1959–1998) – Leichtathletin, Olympiasiegerin
- Joanna Hayes (* 1976) – Hürdenläuferin, Olympiasiegerin
- Monique Henderson (* 1983) – Leichtathletin, Olympiasiegerin
- Kamani Hill (* 1985) – Fußballspieler
- Ryan Hollins (* 1984) – Basketballspieler
- Jimmy Johnson (1938–2024) – American-Football-Spieler
- Rafer Johnson (* 1935) – Leichtathlet, Olympiasieger
- Cobi Jones (* 1970) – Fußballspieler
- Maurice Jones-Drew (* 1985) – American-Football-Spieler
- Jackie Joyner-Kersee (* 1962) – Leichtathletin, Olympiasiegerin
- Karch Kiraly (* 1960) – Volleyball- und Beachvolleyballspieler, Olympiasieger
- Madison Kocian (* 1997) – Kunstturnerin, Olympiasiegerin
- Michelle Kwan (* 1980) – Eisläuferin (Tanz)
- Carnell Lake (* 1967) – American-Football-Spieler
- Kara Lang (* 1986) – kanadische Fußballspielerin
- Reggie Miller (* 1965) – Basketballspieler, Olympiasieger
- Jessyka Ngauamo (* 1995) – Volleyballspielerin
- Jackie Robinson (1919–1972) – Baseballspieler
- Kyla Ross (* 1996) – Kunstturnerin, Olympiasiegerin
- Woody Strode (1914–1994) – American-Football-Spieler und Schauspieler
- Abby Van Winkle (* 1999) – Beachvolleyballspielerin
- Lisa Marie Varon (* 1971) – Wrestlerin
- Bill Walton (1952–2024) – Basketballspieler
- Russell Westbrook (* 1988) – Basketballspieler
- Elaine Youngs (* 1970) – Volleyball- und Beachvolleyballspielerin

#### Naturwissenschaft und Technologie
- Molefi Kete Asante (* 1942) – Begründer der Afrozentrismustheorie
- Paul Baran (1926–2011) – Informatiker (Internet)
- Barry W. Boehm (1935–2022) – Informatiker
- Carlos Castaneda (1925–1998) – Anthropologe
- Vinton G. Cerf (* 1943) – Informatiker (Internet)
- Walter Cunningham (1932–2023) – Astronaut
- Robert von Dassanowsky (1960–2023) – Historiker, Filmproduzent
- Birutė Galdikas (* 1946) – Primatologe
- Cheryl Kerfeld – Bioingenieurin
- Geoffrey Marcy (* 1954) – Astronom
- Story Musgrave (* 1935) – Astronaut
- Robert Phelps (1926–2013) – Mathematiker
- John Lynch Phillips (* 1951) – Astronaut
- Jonathan Postel (1943–1998) – Informatiker (Internet)
- Hilary Putnam (1926–2016) – Philosoph
- Elliot See (1927–1966) – Astronaut
- Fred Whipple (1906–2004) – Astronom

#### Sonstige
- Patrick Argüello (1943–1970) – sandinistischer Luftpirat
- Roxanna M. Brown (1946–2008) – Kunsthistorikerin und Archäologin
- Rafe Esquith – Lehrer
- Chris „Jesus“ Ferguson (* 1963) – Pokerspieler
- Kelly Perdew (* 1967) – Gewinner der Fernsehshow The Apprentice
- Ubol Ratana (* 1951) – Prinzessin von Thailand

## Athletikabteilung
Die Sportteams der UCLA nennen sich die Bruins. Die Universität ist Mitglied der Pacific-12 Conference. Maskottchen ist der „Bruin Bear“. Zwischen den USC Trojans und den UCLA Bruins herrscht traditionsgemäß eine starke Rivalität.

### Persönlichkeiten der Athletikabteilung
- John Wooden (1910–2010) – Coach der Bruins von 1948 bis 1975, Namensgeber des John Wooden Centers und Träger der Presidential Medal of Freedom
- Baron Davis (* 1979) – Basketballspieler, Freshman und Sophomore, 1997–1999
- Russell Westbrook (* 1988) – Basketballspieler, Freshman und Sophomore 2006–2008
- Kevin Love (* 1988) – Basketballspieler, Freshman 2007/08
- Zach LaVine (* 1995) – Basketballspieler, Freshman 2013/14
- Lonzo Ball (* 1997) – Basketballspieler, Freshman 2017/18

## Sport
Die UCLA war einer der Austragungsorte der Special Olympics World Summer Games 1972.

## Sehenswürdigkeiten auf und nahe dem Campus
Sehenswürdigkeiten auf dem Campus sind vor allem die Royce Hall und der Franklin D. Murphy Sculpture Garden. Zur UCLA gehört das Armand Hammer Museum of Art im Stadtteil Westwood (vor allem Impressionismus u. a. von Monet) und das Fowler Museum auf dem Campus (Kunsthistorie aus aller Welt). Ebenfalls in Westwood befindet sich ein historisches Kino, das  zum UCLA Center for the Art of Performance gehört. Es wurde 1940 von der Universität unter dem Namen UCLAN Theater eröffnet. Nach einer Spende der Witwe des Schauspielers Leonard Nimoy wurde es 2023 in UCLA Nimoy Theater umbenannt.